# Lorenzo Álvarez Capra
Pour les articles homonymes, voir Álvarez et Capra.
Lorenzo Álvarez Capra, né à Madrid en 1848 et mort dans la même ville en 1901, est un architecte espagnol du XIXe siècle.

## Biographie
Lorenzo Álvarez Capra naît à Madrid en 1848,,.
Il obtient son diplôme d'architecte en 1871,.
Considéré comme l'un des précurseurs du style néo-mudéjar, il a conçu en 1874, avec Emilio Rodríguez Ayuso, la désormais disparue Arène de Goya, construite à Madrid en 1874, qui a servi d'inspiration à de nombreuses arènes taurines ultérieures. Elle a été détruite en 1934 pour y construire l'actuel Palais des Sports de la Communauté de Madrid.
Un an plus tôt, il a conçu le pavillon espagnol de l'l'Exposition universelle de 1873 de Vienne (Autriche), dans le style néo-mudéjar. Une autre de ses œuvres les plus connues est l'église de la Paloma (es), construite dans le même style.
Il est également membre du Parlement espagnol et académicien de l'Académie royale des Beaux-Arts Saint-Ferdinand.
Lorenzo Álvarez Capra meurt à Madrid le 10 mars 1901,.

## Œuvre

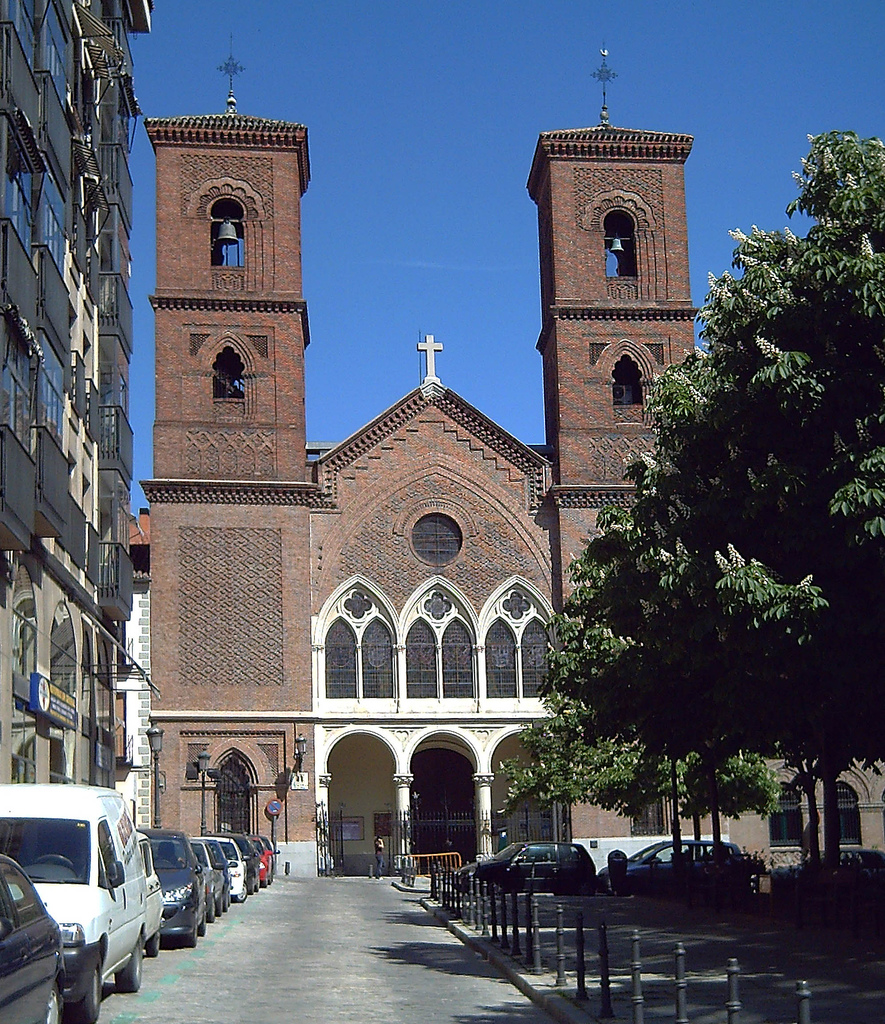
L'Église de la Paloma de Madrid, en 1896.

- Pavillon de l'Espagne pour l'exposition universelle de 1873[7]
- Arène de Madrid (Arène de Goya) aux côtés d'Emilio Rodríguez Ayuso (1874)[7]
- Théâtre (es) dans le parc du Retiro (1880)[7]
- Manoir du marquis de Mudela (es) de Madrid (c. 1890)
- Arène de Barbastro (1891)[7]
- Palais du Baron de Benifayó (es) de San Pedro del Pinatar (1892)
- Église de la Paloma (es) de Madrid (1896)[7]

Lorenzo Álvarez Capra a publié « Barrios obreros », dans Sesiones del Congreso Nacional de Arquitectos de 1881 (Madrid, Sociedad Central de Arquitectos, 1883).